# Silivaș, Alba

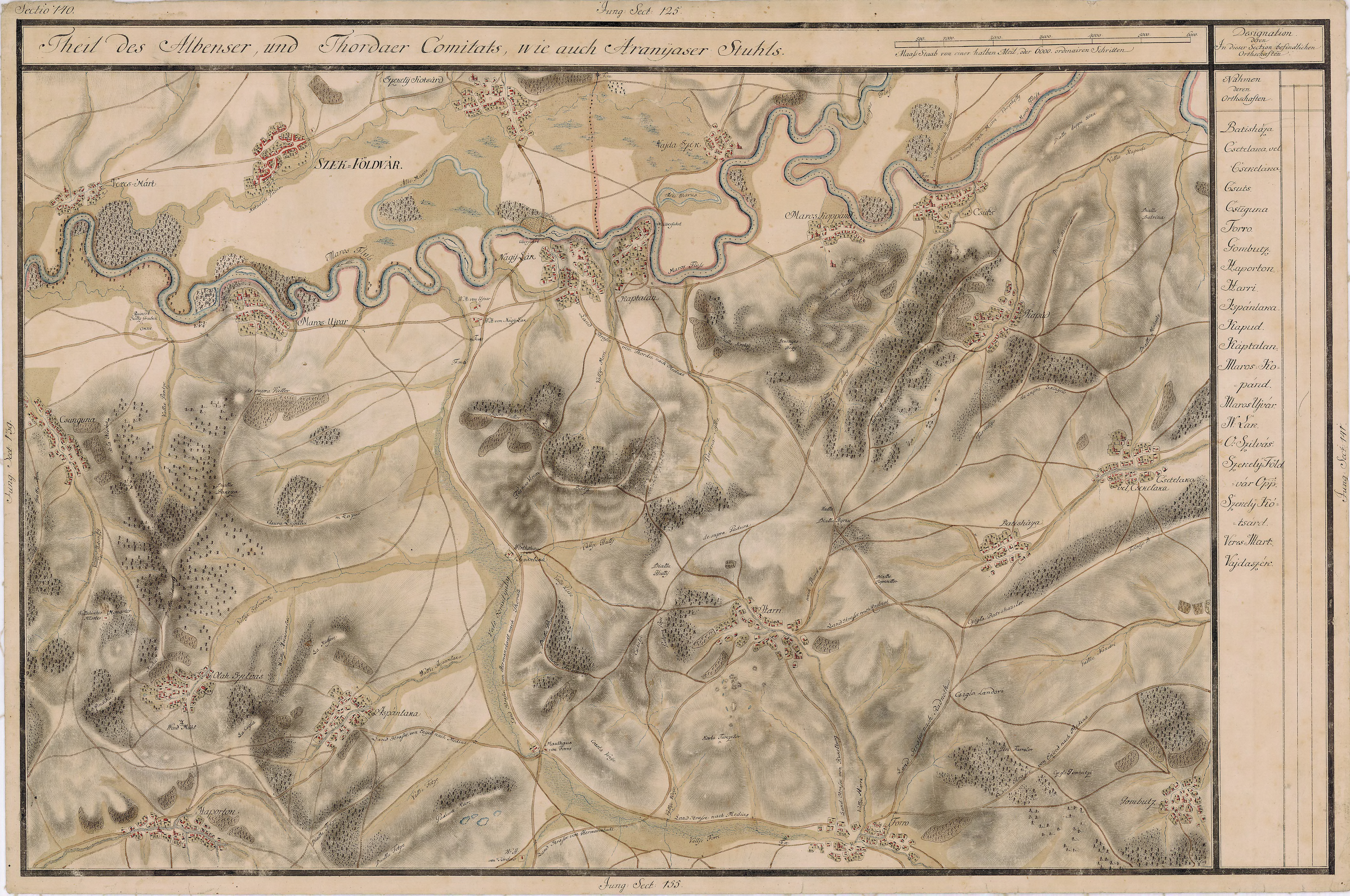
Silivaş (Olah Szilvás) pe Harta Iosefină a Transilvaniei,
1769-1773 (Sectio 140)

Silivaș (în maghiară Mikószilvás, în germană Garten) este un sat în comuna Hopârta din județul Alba, Transilvania, România.

## Istoric
Pe Harta Iosefină a Transilvaniei din 1769-1773 (Sectio 140) localitatea apare sub numele de „Olah Szilvás” (“Silivașul Românesc”). În partea de sud a satului a existat în acea vreme o moară de vânt ("Wind Mühl"). La est de sat este marcată cu "La cigla" o excavație în formă de carieră (probabil de aici s-a extras argilă pentru fabricarea de țigle și cărămizi).
În 2002, dintre cei 255 de locuitori, 143 erau țigani și 112 români.